# Knipsen (Würfelspiel)
Knipsen ist ein Würfelspiel mit einem einzelnen Würfel, wobei der Würfel im Gegensatz zu anderen Spielen nicht gerollt, sondern geknipst wird.

## Spielweise
Beim Knipsen wird der Würfel auf den Tisch gelegt und der Spieler knipst mit dem Zeigefinger gegen die Oberseite des Würfels, damit dieser hochspringt. Der Wurf zählt nur, wenn der Würfel auch wieder auf dem Tisch landet, fällt er auf den Boden ist er ungültig. Gewinner ist der Spieler, der zuerst eine vorher festgesetzte Zahl erreicht, in der Regel wird bis 50 geknipst.
Als Variante können Schikanen in die Wertung eingebaut werden, etwa den Abzug von 10 Punkten, wenn der Spieler eine runde Augenzahl (10, 20, 30, 40) erreicht. Bei einer anderen Variante muss die Zielzahl genau erreicht werden, darüber hinausgehende Punkte werden wieder abgezogen. Ebenfalls als Variante kann auch vereinbart werden, nur Fünfer und Sechser zu zählen.

## Belege
1. 1 2  „Knipsen“ In: Robert E. Lembke: Das große Haus- und Familienbuch der Spiele. Lingen Verlag, Köln o. J.; S. 245–246.